# Cuterebra simulans
Cuterebra simulans är en tvåvingeart som beskrevs av Austen 1933. Cuterebra simulans ingår i släktet Cuterebra och familjen styngflugor. Inga underarter finns listade i Catalogue of Life.